# Krisztina Czakó
Krisztina Czakó (n. 17 decembrie 1978, Budapesta, Republica Populară Ungară) este o fostă patinatoare maghiară. Mama ei Klára a fost la fel patinatoare iar György tatăl ei, patinator, campion național și apoi antrenor de patinaj artistic. Krisztina a început patinajul la vârsta de un an. A participat la Jocurile Olimpice de iarnă din 1992 când avea 13 ani. Kristina Czakó era de o statură atletică. În anul 1997 a devinit la patinaj artistic vicecapioană europeană. Din cauza unei accidentări ea n-a reușit să participe la Jocurile Olimpice de iarnă din 1998.

## Palmares
| Tabel cronologic cu locurile ocupate | Tabel cronologic cu locurile ocupate | Tabel cronologic cu locurile ocupate | Tabel cronologic cu locurile ocupate | Tabel cronologic cu locurile ocupate | Tabel cronologic cu locurile ocupate | Tabel cronologic cu locurile ocupate | Tabel cronologic cu locurile ocupate |
| ------------------------------------ | ------------------------------------ | ------------------------------------ | ------------------------------------ | ------------------------------------ | ------------------------------------ | ------------------------------------ | ------------------------------------ |
| Competiție                           | 91–92                                | 92–93                                | 93–94                                | 94–95                                | 95–96                                | 96–97                                | 97–98                                |
| Jocurile olimpice                    | 23                                   | -                                    | 11.                                  | -                                    | -                                    | -                                    | accidentată                          |
| Campionatul mondial                  | 17                                   | 15                                   | 12                                   | 23                                   | 11                                   | 7                                    | -                                    |
| Campionatul european                 | -                                    | 6                                    | 6                                    | 8                                    | 6                                    | Argint                               | 5                                    |
| Campionatul Ungariei                 | Aur                                  | Aur                                  | Aur                                  | Aur                                  | Aur                                  | Aur                                  | Aur                                  |